# Mica Islands
Die Mica Islands (englisch für Glimmerinseln) sind eine Gruppe aus vier hauptsächlich vereisten Inseln vor dem südlichen Ende der Fallières-Küste des Grahamlands auf der Antarktischen Halbinsel. Sie liegen 11 km westlich des Mount Guernsey und 10 km nordöstlich des Kap Jeremy.
Teilnehmer der British Graham Land Expedition (1934–1937) unter der Leitung des australischen Polarforschers John Rymill sichteten und fotografierten sie erstmals aus der Luft. Diese Luftaufnahmen dienten später ihrer Kartierung. Der Falkland Islands Dependencies Survey nahm 1948 Vermessungen vor Ort vor und benannte die Inseln nach dem Glimmer inmitten des Schiefergesteins dieser Inseln.